# Julius Schiller
Julius Schiller, född ca 1580 i Augsburg, död 1627 i Augsburg, var jurist och amatörastronom. Han är känd för eftervärlden genom sin stjärnatlas Coelum stellatum christianum där de klassiska mytologiska stjärnbilderna ersatts med ”kristna” sådana.

## Biografi
Ganska litet är känt om Julius Schillers levnad. Han var troligen jurist i Augsburg liksom sin gode vän Johann Bayer och liksom denne var han amatörastronom. Bayer hade 1603 gett ut sin stjärnatlas Uranometria och blev senare Schiller behjälplig när denne utarbetade sin atlas Coelum stellatum christianum, ”Den kristna stjärnhimlen”.

## Coelum stellatum christianum

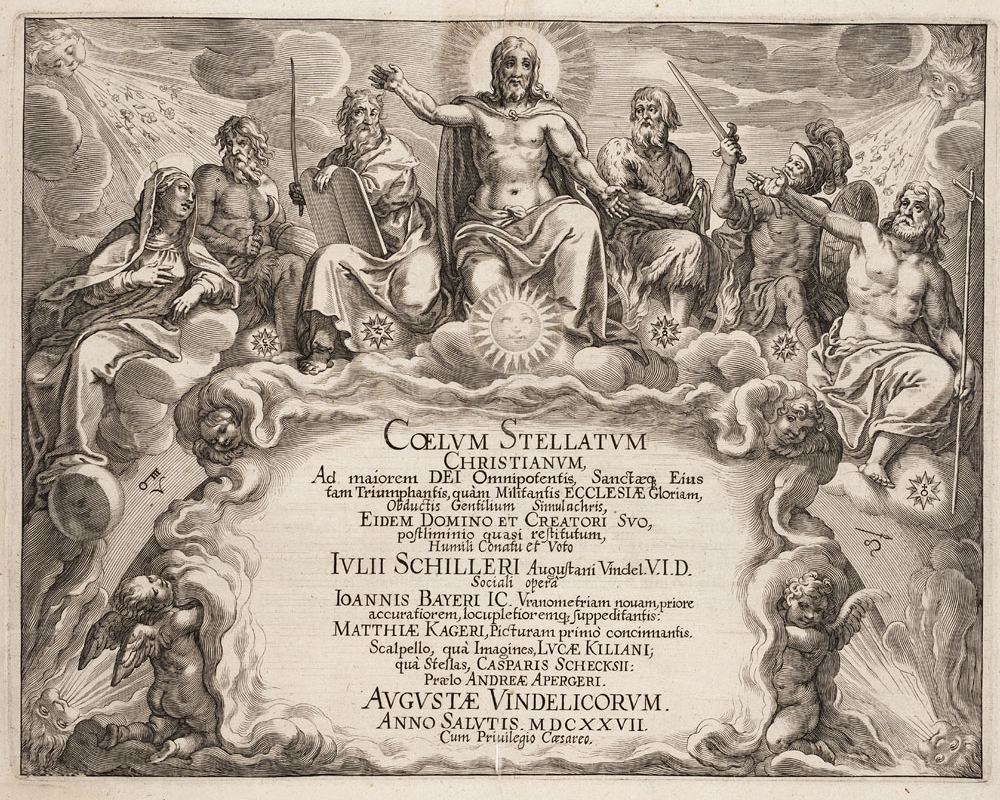
Coelum stellatum christianum, titelsida

Schillers stjärnatlas Coelum stellatum christianum gavs ut i Augsburg 1627, samma år som han dog. Schiller såg verket både som ett led i den katolska motreformationen – ett slag mot vissa protestantiska riktningars motvilja mot avbildande – och som ett sätt att motverka astrologiska tolkningar av stjärnhimlen. I atlasen lät han lät han därför de klassiska stjärnbilderna få nya namn och bilder hämtade från bibeln. För norra halvklotet tog han namnen från Nya testamentet, för södra från Gamla testamentet. Zodiakens tolv stjärntecken fick namn efter Jesus tolv lärjungar (med Judas Iskariot ersatt av Mattias i enlighet med Apostlagärningarna 1:23-26).
Schiller lät avbilda sina stjärnbilder spegelvända, så som de skulle sett ut om man kunnat betrakta dem ”utifrån”. Det var såhär konstellationerna brukade avbildas på himmelsglober.
Coelum stellatum christianum fick inget genomslag utan de traditionella benämningarna fortsatte att användas. Ett undantag var den nederländske kartografen Andreas Cellarius stjärnatlas Harmonia macrocosmica från 1660 som visar Schillers stjärnbilder.

## Bilder

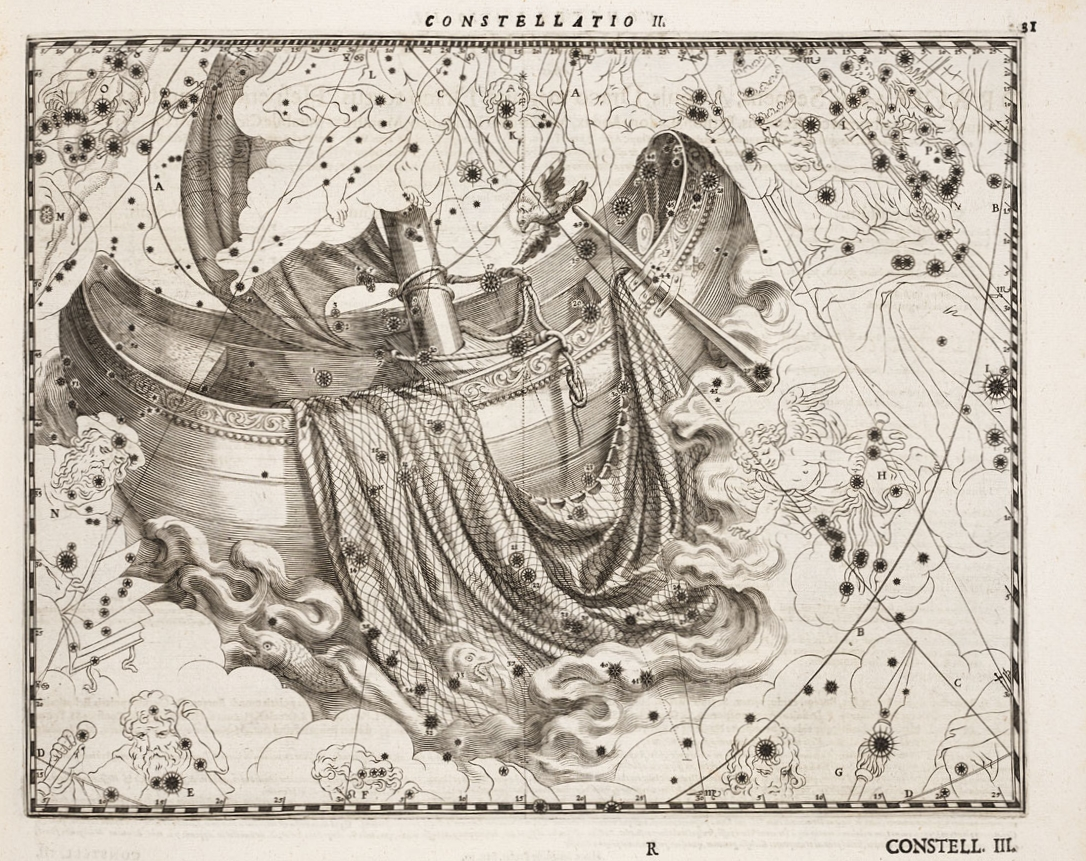
Coelum stellatum christianum. Fiskaren och lärjungen Petrus fiskebåt ersätter Stora björn. Uppe till höger kan man se Karlavagnen spegelvänd.
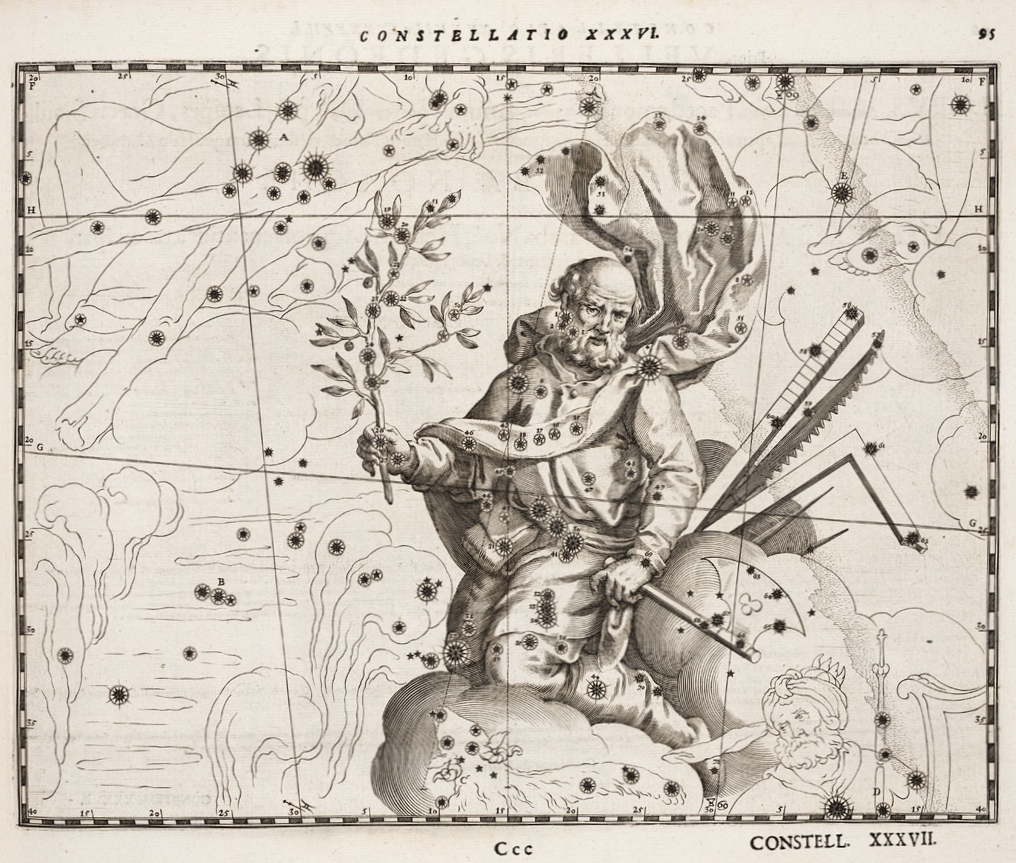
Coelum stellatum christianum. Jungfru Marias make, snickaren Josef, ersätter Orion. ”Bältet” är spegelvänt.
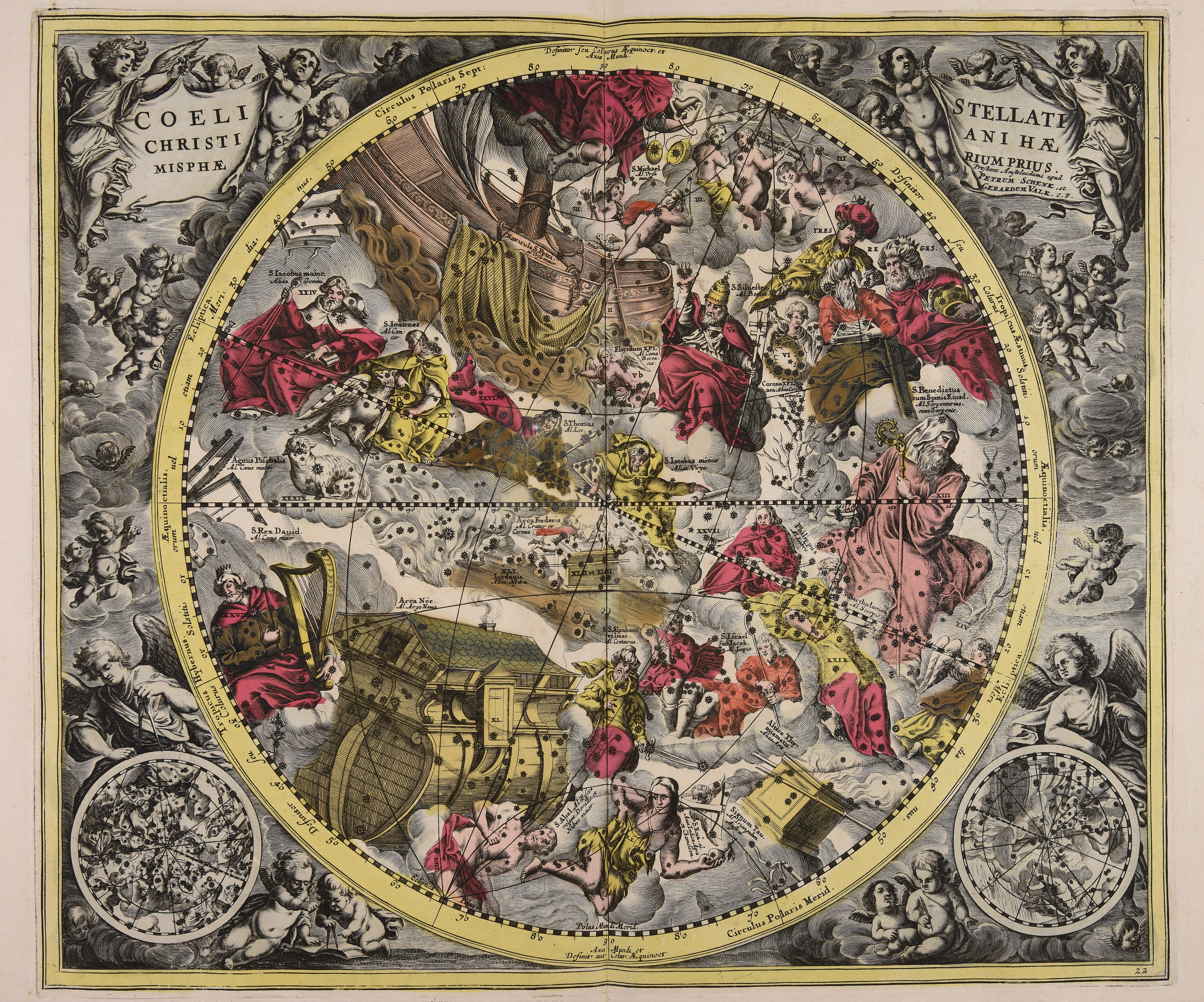
Ur Harmonia macrocosmica av Andreas Cellarius. Norr om ekliptikan syns bilder från Nya testamentet och söder därom bilder från Gamla testamentet.

## Kratrar på månen
En större krater på månen och flera mindre är uppkallade efter Julius Schiller.